# Kamishihoro
Kamishihoro (jap. 上士幌町 Kamishihoro-chō) – miasto w Japonii, w prefekturze Hokkaido, w podprefekturze Tokachi. Według danych na rok 2020 miejscowość zamieszkiwało 4 778 mieszkańców , a gęstość zaludnienia wyniosła 6,9 os./km².

## Galeria

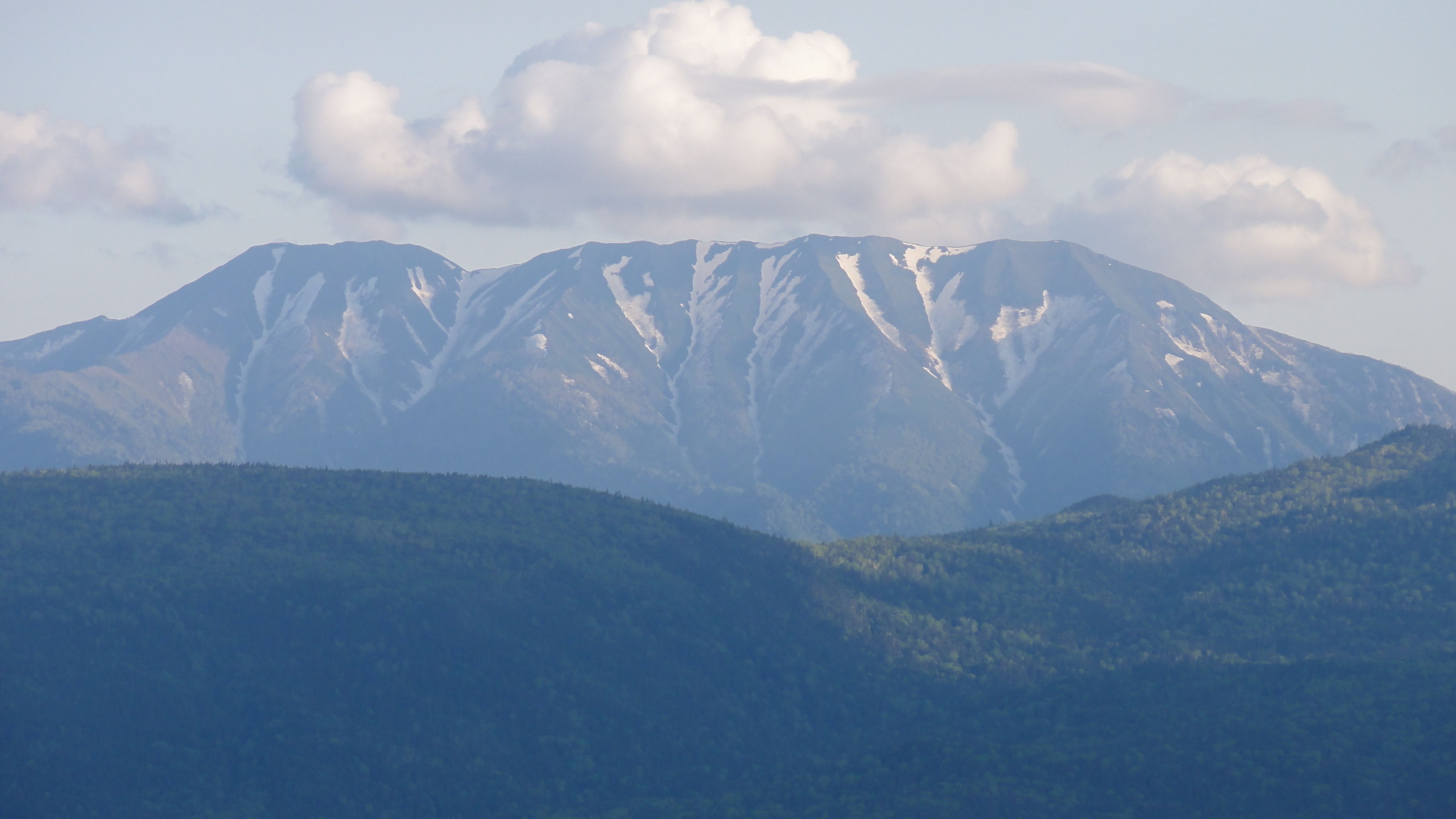
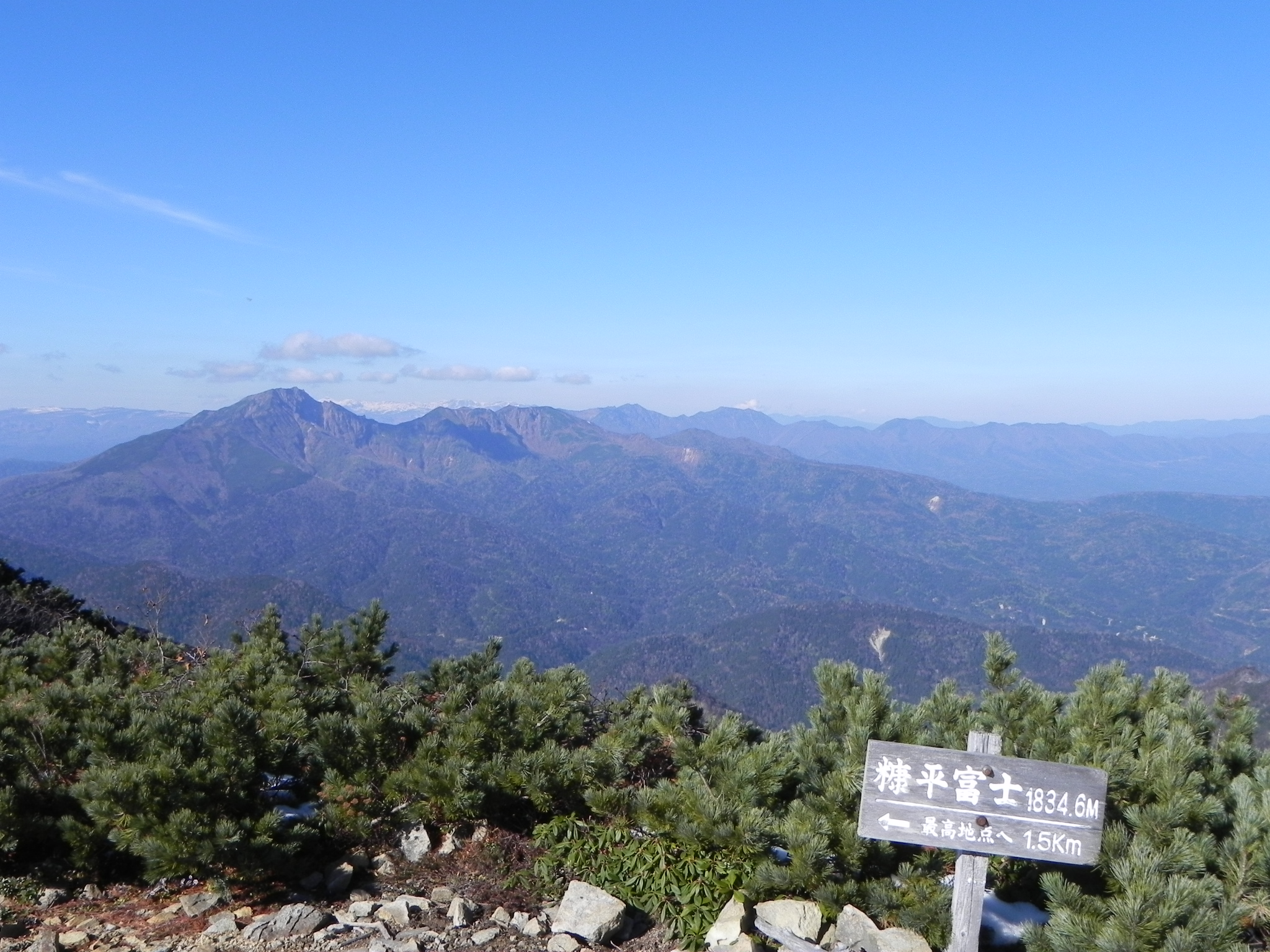
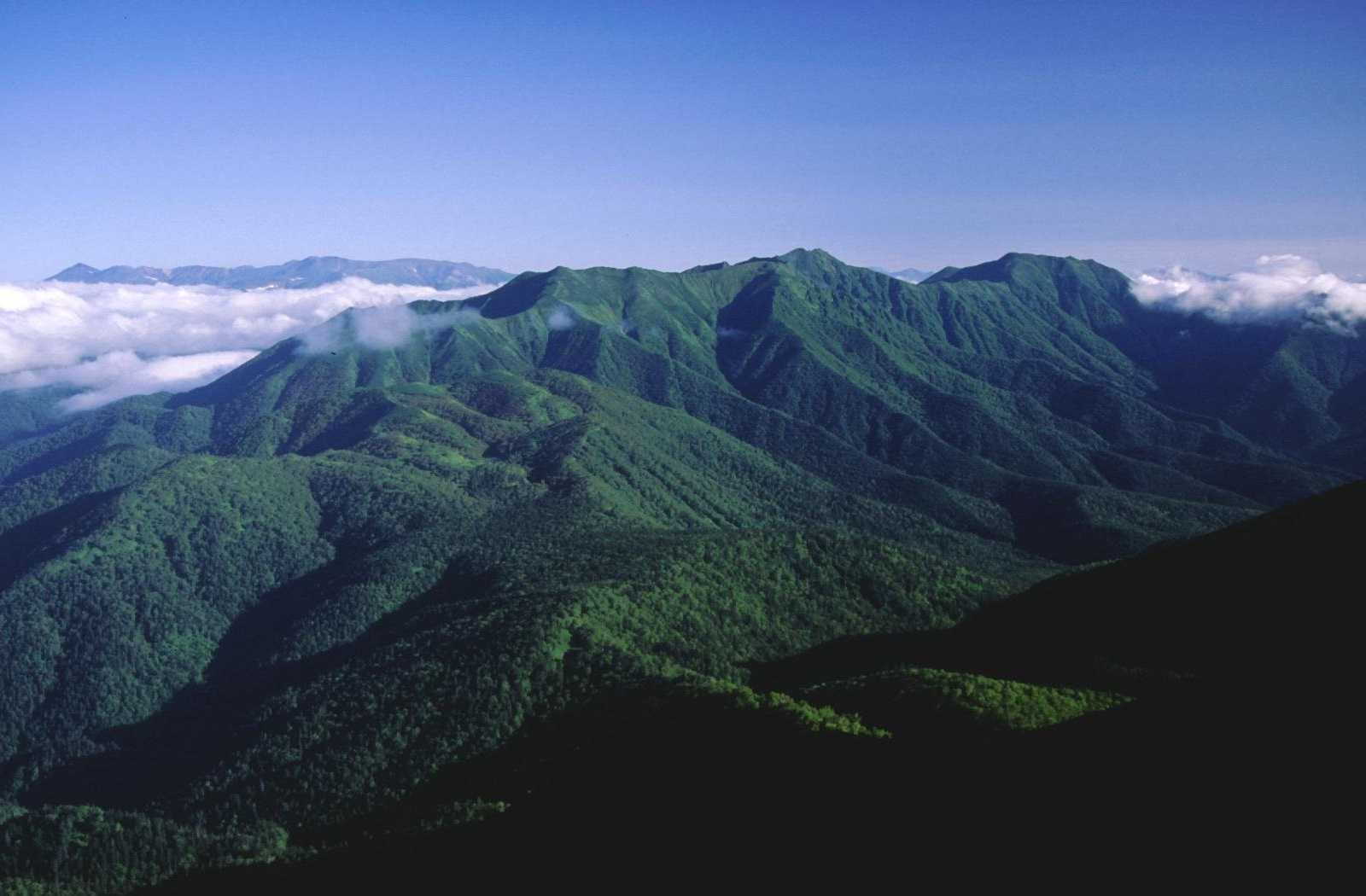
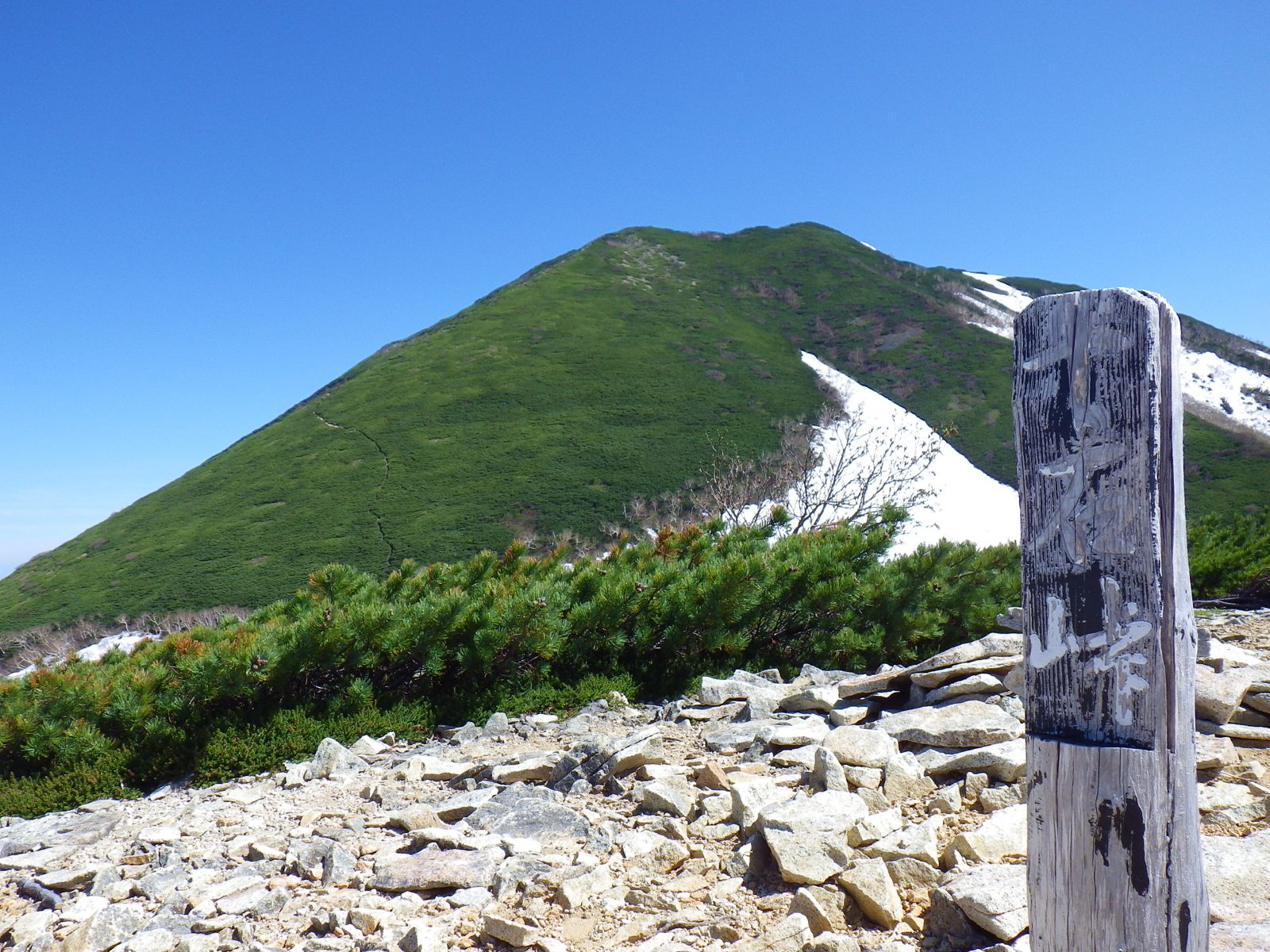
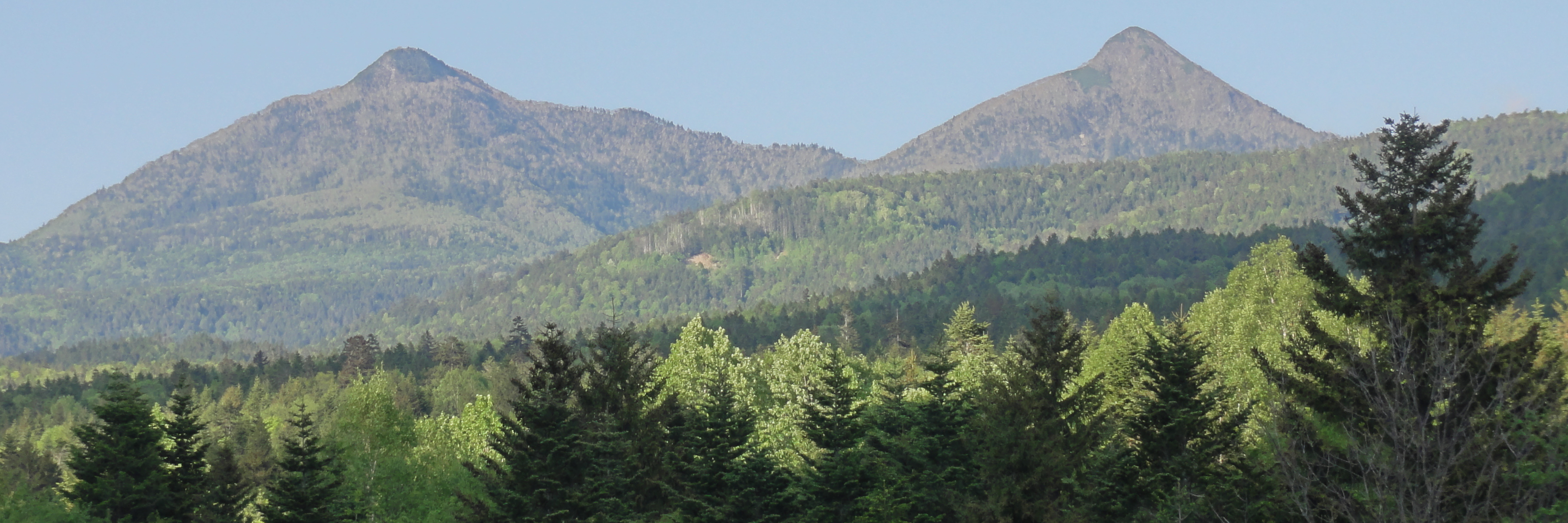
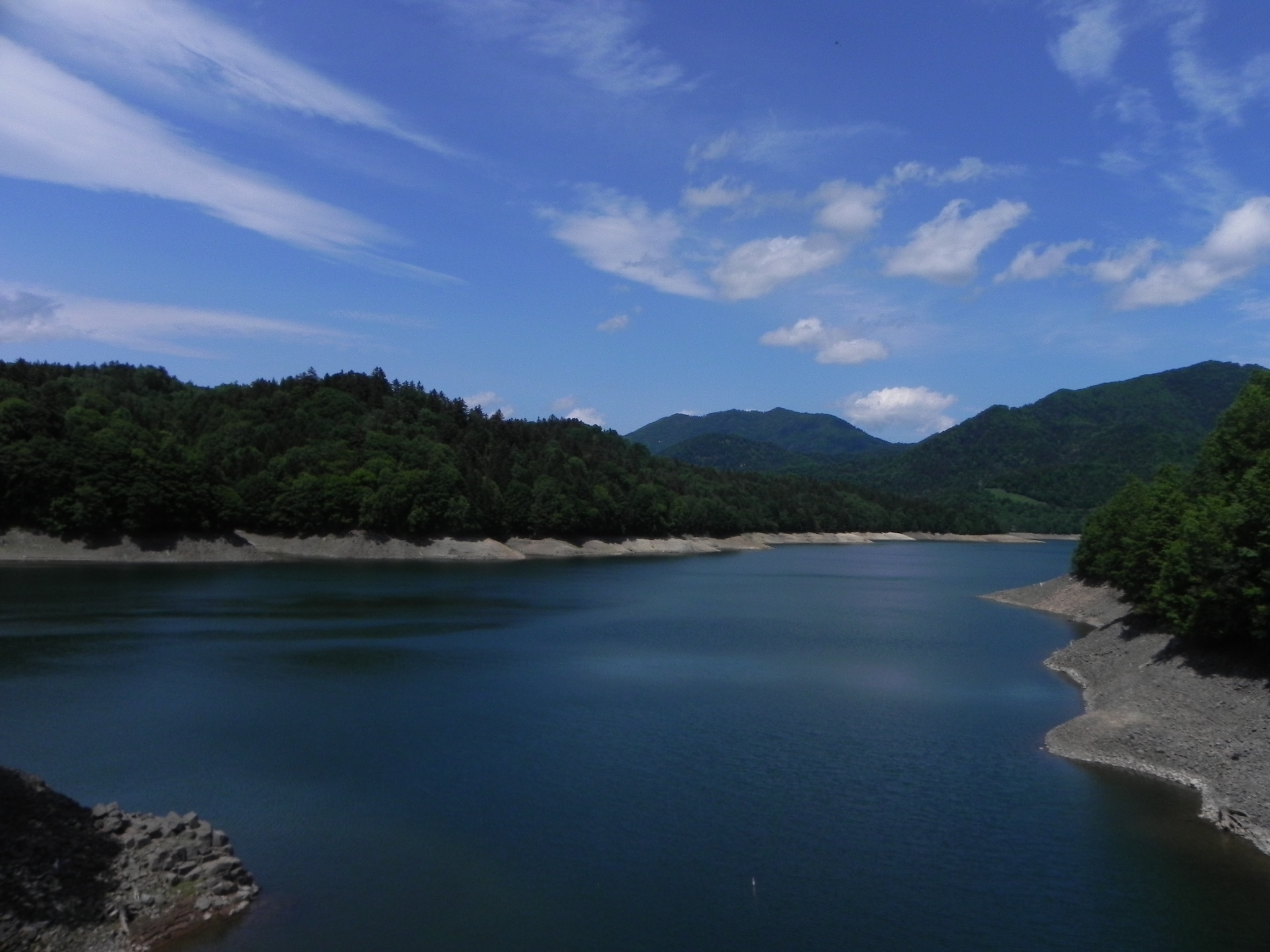
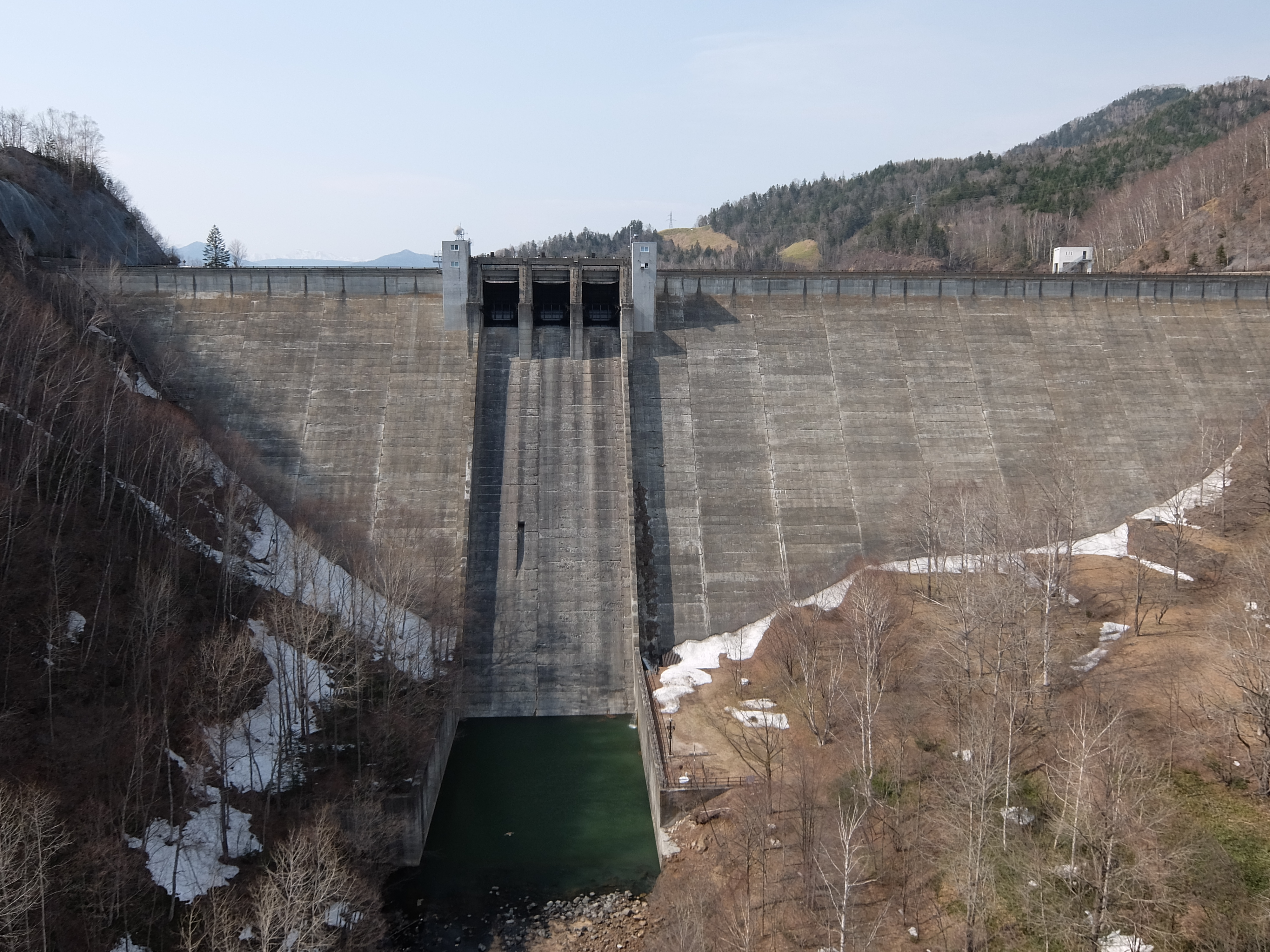